# Monarchia del Canada
La monarchia del Canada è un sistema di monarchia parlamentare nel quale i sovrani britannici di successione ereditaria sono anche sovrani del Canada; per questo motivo esso aveva la regina Elisabetta II come sua monarca e capo di stato fino al 8 settembre 2022, momento in cui le succedette Carlo III.
Il paese è un ex dominion del Regno Unito e dalla sua fondazione nel 1867, dopo l'approvazione da parte della regina Vittoria della Legge sul Nord America Britannico, la nazione ha conservato il monarca britannico come proprio sovrano. La funzione fu confermata nella costituzione del 1982. Sebbene il re sia anche a capo del Regno Unito, in Canada è conosciuto ufficialmente come il Re del Canada.
Generalmente, i canadesi si riferiscono al re Carlo III semplicemente come il Re o il Re del Canada quando è nel paese. Oltre che del Canada e del Regno Unito, il re è anche il monarca di altre quattordici nazioni del Commonwealth delle nazioni, ma questo non significa che i governi di queste nazioni siano legati tra loro; anche se il re è condiviso, infatti, i paesi e i loro governi sono totalmente separati e indipendenti. L'erede della corona è William, principe del Galles, anche se il re è l'unico membro della famiglia reale canadese che possiede un ruolo costituzionale nel paese.
Il re è rappresentato da un Governatore generale, che è nominato dal sovrano su consiglio del Primo ministro, infatti il monarca possiede poteri che gli sono esclusivi. L'attuale Governatrice generale canadese è Mary Simon. Il re ha anche un rappresentante in ciascuna delle province canadesi, chiamato luogotenente governatore, e un commissario in ciascuno dei territori canadesi.
Anche se il monarca è il capo dello stato, in realtà questa posizione è meramente simbolica. Il sovrano non esercita infatti potere politico in Canada e in sua vece agisce il Governatore generale.
Il Canada è una delle più antiche monarchie ininterrotte del mondo. Stabilita inizialmente nel XVI secolo, la monarchia (la cui istituzione è a volte chiamata colloquialmente la Corona d'Acero, in inglese Maple Crown) si è evoluta attraverso una successione continua di sovrani francesi e britannici.

## Ruolo costituzionale
La Costituzione del Canada consta di una varietà di statuti e di convenzioni che sono al tempo stesso di origine britannica e canadese, che danno al Canada un sistema di governo parlamentare simile ad altre monarchie del Commonwealth. Tutto il potere dello Stato appartiene, costituzionalmente, al sovrano che è rappresentato a livello federale dal governatore generale — nominato dal monarca dietro raccomandazione del primo ministro — e a livello provinciale dai luogotenenti governatori — nominati dal governatore dietro raccomandazione del primo ministro federale che consulta abitualmente il primo ministro provinciale; il monarca è abitualmente informato su questa nomina prima della presa di possesso.
Il ruolo del re così come del governatore generale è al tempo stesso pratico e giuridico, ma non politico. In effetti, il re è la persona centrale della costruzione costituzionale.
Gli ampi poteri che appartengono al governatore generale, collettivamente conosciuti sotto il nome di prerogativa reale, sono molto estesi. Questi vanno dalla capacità di concludere trattati, di inviare ambasciatori, fino alla difesa del regno e alla conservazione della Pace del Re (King's peace). Non si esige l'approvazione parlamentare per l'esercizio della prerogativa reale; d'altra parte, deve ottenersi il consenso della Corona prima che l'una o l'altra delle Camere del Parlamento possa perfino discutere di una legge che non risulti favorevole alle prerogative e agli interessi del sovrano. La prerogativa reale appartiene unicamente alla Corona. Benché la prerogativa reale sia ampia, non è illimitata. Per esempio, il monarca non ha la prerogativa di imporre e riscuotere nuove imposte; tale azione esige l'autorizzazione di una legge.

### Ruolo esecutivo
Le istituzioni del governo canadese agiscono sotto l'autorità del monarca. Di conseguenza, il governo del Canada è designato formalmente sotto il nome di Governo di Sua Maestà in Canada. Esso è definito dalla costituzione come il Re che agisce su consiglio del suo Consiglio privato, ciò che è tecnicamente noto come la Regina in Consiglio (Queen-in-Council), o a volte come Governor-in-Council, riferendosi al governatore generale come sostituto del Re. Tuttavia, dal principio degli anni 1970, sebbene la modifica costituzionale delle disposizioni non si sia effettuata, il governo è chiamato semplicemente Governo del Canada. Ogni cambiamento costituzionale sulla posizione del monarca, o dei rappresentanti del monarca in Canada, esige il consenso del Senato, della Camera dei comuni, così come di tutte le Camere delle diverse province.

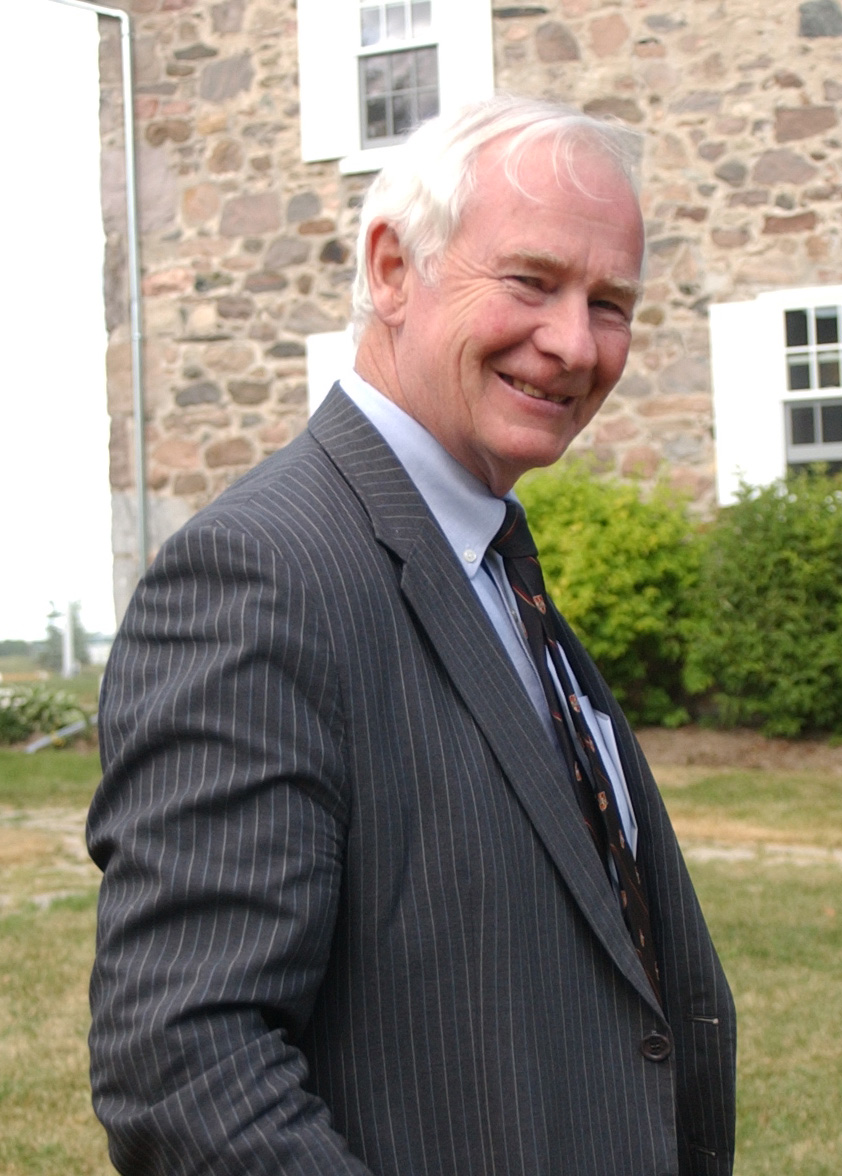
Sua Eccellenza l'Onorevole David Lloyd Johnston.

È il potere del governatore generale, il responsabile della nomina di un nuovo primo ministro. In accordo con la convenzione costituzionale (non scritta), deve scegliere la persona che ha più probabilità di conservare l'appoggio della maggioranza della Camera dei comuni: generalmente il capo del partito maggioritario della Camera. Se nessun partito ha la maggioranza, due gruppi o più possono formare una coalizione, per cui il capo designato dalla coalizione è nominato primo ministro. Uno dei principali doveri della Corona è infatti di "assicurare che un governo democraticamente eletto sia sempre in carica," il che significa nominare un primo ministro per poi guidare il Gabinetto — un comitato del Consiglio privato incaricato di consigliare la Corona sull'esercizio della prerogativa reale. Il Re è informatl dal suo viceré del giuramento di insediamento e delle dimissioni dei primi ministri e di altri membri del governo, rimane pienamente aggiornato attraverso regolari comunicazioni dai suoi mimistri canadesi e tiene udienze con loro ogni volta che sia possibile.
Il governatore generale nomina anche altre personalità, spesso dietro raccomandazione del primo ministro. È il caso dei luogotenenti governatori, dei membri del Consiglio privato del Re per il Canada, dei senatori, del presidente del Senato, dei giudici della Corte suprema, dei giudici dei tribunali superiori, ecc. Tutte queste nomine sono esercitate, a partire dalla Legge costituzionale del 1867, dal governatore generale.
Il sovrano ha inoltre altri diritti, particolarmente quando è questione di trattati internazionali, di politica estera, di guerra o di pace (il sovrano è il capo degli eserciti del paese).
Il governatore generale, in nome del Re, accredita anche gli alti commissari e gli ambasciatori canadesi, e riceve i diplomatici degli stati stranieri.
Tutti i passaporti canadesi sono emessi in nome di Sua Maestà il Re. Possiamo leggere sulla controcopertina del passaporto canadese: «Il Ministero degli Affari Esteri del Canada, in nome di Sua Maestà la Regina, prega le Autorità interessate di concedere libero passaggio al titolare di questo passaporto, come l'aiuto e la protezione di cui possa necessitare.»
In Canada, le principali indagini pubbliche portano il nome di «Commissioni reali», e sono create dal Gabinetto, in nome del monarca, mediante un ordine reale.

### Ruolo legislativo
Il sovrano è uno dei tre componenti del Parlamento del Canada — formalmente chiamato la Re in Parlamento (King-in-Parliament) –; gli altri sono il Senato e la Camera dei comuni. Va precisato che il monarca e il viceré non partecipano al processo legislativo, se non per la concessione della sanzione regia, che è necessaria perché un disegno di legge sia emanato come legge. Tuttavia, solo il sovrano o il suo rappresentante hanno il diritto di sciogliere il Parlamento, il che porterà a elezioni generali e alla creazione di una nuova legislatura. La nuova sessione parlamentare è segnata dall'apertura del Parlamento, durante la quale il monarca o il governatore generale legge il Discorso del Trono nella Camera del Senato, dando le linee generali di ciò che il governo pensa di realizzare, in nome del monarca, durante la sessione parlamentare.
Come già detto, ogni legge deve ricevere la sanzione regia, atto mediante il quale il monarca o il suo rappresentante approva una legislazione adottata dal Parlamento. Teoricamente, il sovrano possiede un diritto di riserva su ognuna delle leggi. Tuttavia, gli usi costituzionali fanno in modo che l'insieme delle leggi votate dal parlamento sia sanzionato automaticamente dal sovrano.
Tutte le leggi canadesi sono state ratificate dal sovrano o dal suo rappresentante e portano la firma di questi. Così, tutte le leggi federali cominciano con l'espressione «Sua Maestà, sull'opinione e con il consenso del Senato e della Camera dei comuni del Canada, decreta [...]» La firma del sovrano o del suo rappresentante su una legge, sia federale o provinciale, si denomina sanzione regia (royal assent). Si necessita di questa sanzione perché una legge sia effettiva, e generalmente è il governatore generale che firma le leggi federali e il luogotenente governatore le leggi provinciali. Ogni legge deve anche recare il Gran Sigillo del Canada o il Sigillo delle rispettive province. Il governatore generale può riservare per il monarca il diritto di ratificare una legge, secondo la volontà di questi per permettergli di prendere una decisione personale rispetto alla legge. Anche i luogotenenti governatori possono utilizzare questo potere per permettere al governatore generale di prendere una decisione o, se questi lo ritiene, di trasmetterla al monarca. Il monarca ha la potestà di respingere una legge, nel termine prescritto dalla costituzione canadese. Recentemente, certi attivisti domandarono alla regina Elisabetta II di respingere la legge C-38 che era stata approvata dal Parlamento. Tuttavia, il molto onorevole Beverley McLachlin, C.P., nella sua qualità di supplente del governatore generale sanzionò la legge in nome della regina del Canada.

### Ruolo giudiziario

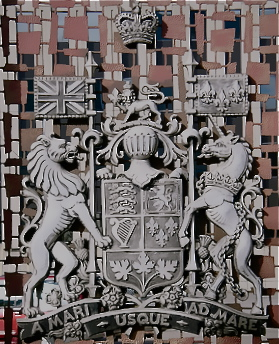
Stemma del Canada.

Il Re è riconosciuto come la "fonte della giustizia" ed è responsabile di far regnare la giustizia per tutti i suoi sudditi. La sua posizione nel sistema giudiziario canadese è designata formalmente come il Re in tribunale (King on the Bench). Tuttavia, il monarca non interferisce personalmente in un caso giudiziario, così le funzioni giudiziarie sono solo esercitate in suo nome. Il diritto consuetudinario sostiene che il sovrano "non può fare nessun male"; il monarca non può essere perseguito nei propri tribunali per offese penali, ciò che si chiama immunità sovrana o immunità della Corona. Mentre i processi civili contro il governo sono autorizzati, tuttavia i processi contro il monarca come persona non sono permessi. Nei casi di processi internazionali, come sovrano e per certi principi stabiliti da leggi internazionali la regina del Canada non può comparire in tribunali stranieri senza il proprio consenso.
Il potere più eccezionale che possiede il monarca è sicuramente la prerogativa reale della clemenza. Questo potere consiste nel condonare a un individuo che abbia commesso un'infrazione del codice penale o del codice civile canadese. Questa prerogativa è utilizzata in casi eccezionali in nome del Re del Canada dal governatore generale o dal governatore in consiglio che si appoggia alla raccomandazione del ministro della sicurezza pubblica o di un altro ministro. Questo potere è comparabile all'indulto presidenziale. Il perdono può essere concesso prima, durante, o dopo un'infrazione. Esistono tre tipi di clemenza:
- Il perdono assoluto
- Il perdono condizionale
- Il pagamento di una multa in cambio dell'assoluzione

Inoltre, il monarca serve anche da simbolo per la legittimità delle Corti di giustizia, e per le autorità giuridiche. Un'immagine del Re o dello stemma del Canada domina sempre i tribunali canadesi. In Canada, la personalità giuridica dello stato è affermata come «Sua Maestà il Re di diritto del Canada» (in inglese: His Majesty the King in Right of Canada), lo stesso per le province e i territori.

## Simboli
La maggioranza dei simboli reali del Canada sono identici a quelli che si utilizzano nel Regno Unito, e furono importati dai Britannici durante la colonizzazione del Canada. Quando il Canada ottenne la sua indipendenza, vari simboli propri sono stati aggiunti a quelli della Corona.
Il simbolo principale della monarchia è il sovrano stesso, descritto come "l'espressione personale della Corona in Canada", la cui immagine compare su ciascuna delle monete così come sui biglietti da 20 dollari. Spesso troviamo il ritratto del Re sugli edifici pubblici. Le decorazioni canadesi, nella loro maggioranza, possiedono un emblema della corona, si tratti della medaglia dell'Ordine del Canada, dell'Ordine al merito militare ecc. A volte ritroviamo simboli della monarchia sullo stemma canadese così come su quello di ciascuna delle province.
Si riservano anche certi giorni speciali dell'anno per onorare il sovrano, specialmente la Festa della Regina, in onore del regno della regina Vittoria. Il Parlamento canadese proclamò nel 1901 il 24 maggio come giorno festivo. Ai giorni nostri, il lunedì che precede il 25 maggio è il giorno della festa del sovrano.
Un simbolo molto importante è il messaggio del re in occasione del nuovo anno. Questo messaggio è ascoltato ogni anno da milioni di canadesi lungo il paese. Nel 2007, la regina Elisabetta II grazie al Royal Channel diffuse i suoi auguri per il nuovo anno attraverso YouTube, una primizia per la monarchia. È stata anche la prima sovrana a poter trasmettere il suo giuramento di lealtà in occasione del suo 81º anniversario grazie alla telediffusione.
Ci sono anche centinaia di luoghi che prendono nome in onore dei monarchi e dei membri canadesi della famiglia reale in tutto il Canada. Nessun individuo è stato onorato più della regina Vittoria nei nomi degli edifici pubblici del Canada, delle strade e dei luoghi pubblici.

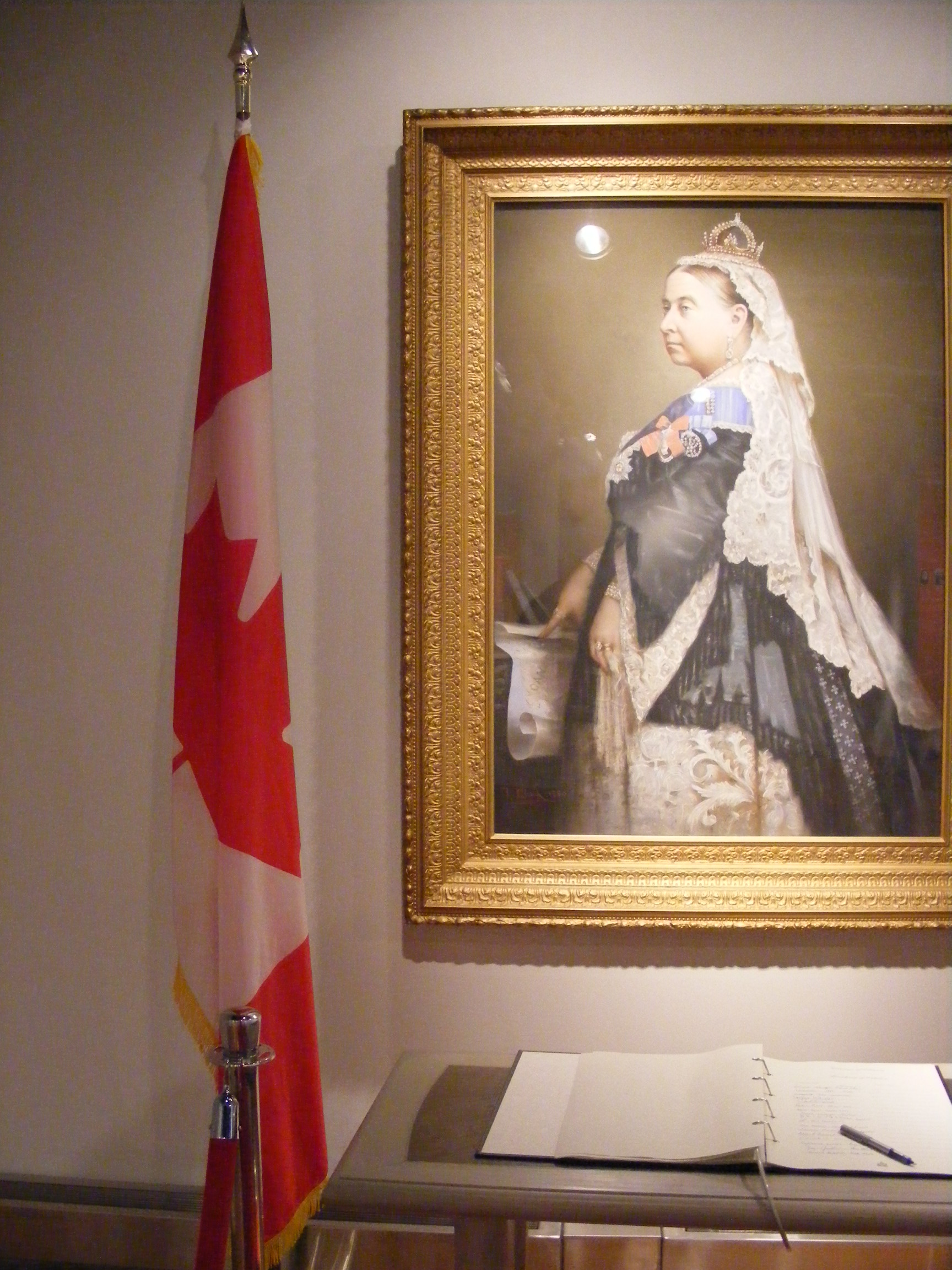
Libro d'onore e ritratto ufficiale della regina Vittoria in un edificio federale di Ottawa
Stendardo reale canadese

## Titoli
In Canada, i titoli ufficiali del Re sono:
Carlo terzo, per grazia di Dio, Re del Regno Unito, del Canada e dei suoi altri reami e territori, Capo del Commonwealth, Difensore della Fede (in francese: Charles troisième, par la grâce de Dieu, Roi du Royaume-Uni, du Canada et de ses autres royaumes et territoires, Chef du Commonwealth, Défenseur de la Foi, in inglese: Charles the Third, by the Grace of God of the United Kingdom, Canada and His other Realms and Territories King, Head of the Commonwealth, Defender of the Faith).
Questi titoli denotano il ruolo del sovrano come re del Canada in maniera specifica, e l'aspetto condiviso della Corona in tutti i regni, menzionando il Canada come separato dagli altri paesi.
Benché i titoli canadesi del re includano la frase "Difensore della Fede", né il re, né alcuni dei suoi governatori generali o luogotenenti governatori hanno un ruolo religioso in Canada.

## Successione

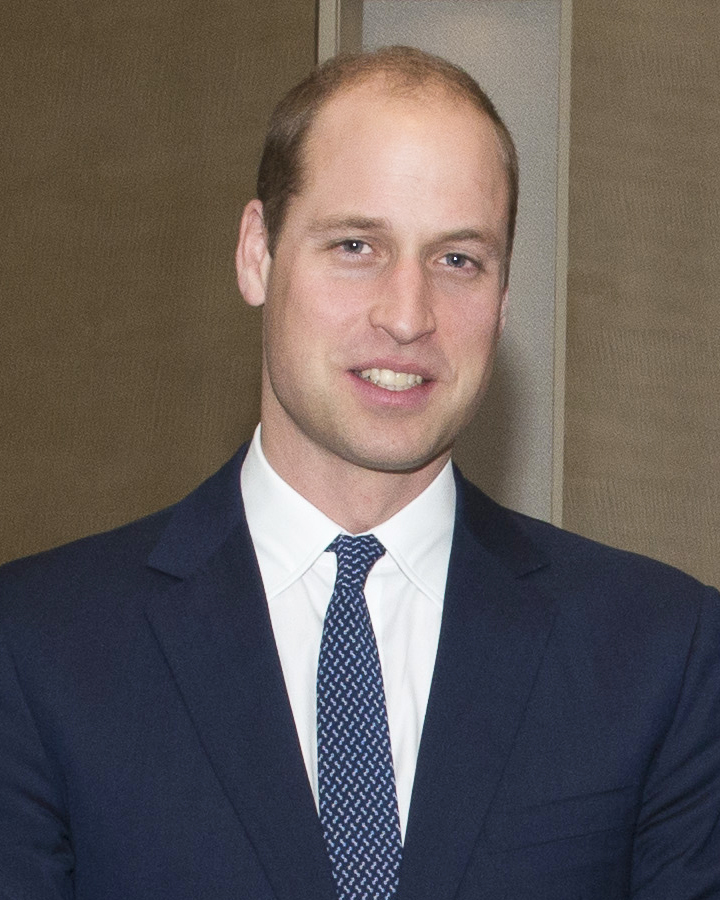
Il principe William, erede al trono del Canada

La successione della Corona canadese è identica alla successione al trono britannico. Pertanto, come negli altri reami del Commonwealth, l'attuale erede al trono è William, principe di Galles, immediatamente seguito nella linea di successione da suo figlio maggiore, il principe George di Galles.

## La Famiglia Reale canadese
La Famiglia Reale è un gruppo di persone strettamente unite al monarca del Canada; è una Famiglia Reale non residente, in quanto i suoi membri vivono in maniera abituale nel Regno Unito. Alcuni membri vissero in Canada durante lunghi periodi nella loro qualità di viceré, come Alexander Cambridge, primo conte di Athlone. I membri della Famiglia Reale realizzano funzioni cerimoniali e sociali ma, eccetto il monarca, nessuno ha un ruolo negli affari di governo. Tutti portano il titolo di «Altezza Reale», e il titolo di «Sua Maestà» si attribuisce solamente al monarca.
Il concetto di Famiglia Reale canadese apparve a partire dallo Statuto di Westminster del 1931. La prima ad utilizzare questo termine fu la regina Elisabetta II durante il discorso di apertura della prima legislatura del territorio di Nunavut: «I am proud to be the first member of the Canadian Royal Family to be greeted in Canada's newest territory.» («Sono orgogliosa di essere il primo membro della Famiglia Reale canadese ad essere accolta in questo nuovo territorio del Canada»). In cambio, i media canadesi impiegano sempre il termine «Famiglia Reale britannica».
I membri della Famiglia Reale hanno il diritto nello statuto dei sudditi del monarca canadese, hanno diritto all'aiuto consolare canadese e alla protezione delle forze armate della regina del Canada quando sono fuori dal Commonwealth. Comunque, i suoi membri non hanno diritto al titolo di cittadini canadesi. Questo creò un groviglio in certe situazioni. Ad esempio quando, in tema di onorificenze e decorazioni, la regina madre aveva diritto al titolo di membro onorario dell'Ordine del Canada, ma non aveva diritto alle decorazioni delle Forze Armate canadesi.
A differenza del Regno Unito, in Canada il sovrano è l'unico membro della Famiglia Reale che ha un titolo stabilito per legge. Tutti gli altri membri della famiglia possiedono titoli di cortesia, concessi nel Regno Unito mediante lettere patenti, che in Canada sono comunque tradotti anche in francese.

## Finanze
Contrariamente alla credenza popolare, i canadesi non pagano alcuna imposta o canone per il loro monarca, sia per la rendita personale del sovrano che per il mantenimento delle residenze reali fuori dal Canada. L'unico caso in cui il Re utilizza denaro pubblico canadese è quando si trova su suolo canadese — in una visita ufficiale — o quando agisce all'estero in qualità di Re del Canada. Questo si applica anche a tutti i membri della famiglia reale britannica.
I canadesi assumono i costi insieme a istituzioni come sono il governatore generale e i luogotenenti governatori che agiscono in nome della Corona canadese durante cerimonie, viaggi, ecc.
I registri provinciali e federali delle spese collegate alla Corona si conservano, ma non si registra nessuno stato ufficiale da parte del governo sul costo della monarchia per i Canadesi. Tuttavia, ogni tre anni, la «Lega monarchica del Canada» emette uno studio, basato su diversi bilanci preventivi federali e provinciali, spese e valutazioni, che traccia le linee principali del costo annuale del funzionamento della Corona. Lo studio del 2005 mostrò che l'istituzione costava ai Canadesi la somma di 49 milioni di dollari nel 2004, vale a dire, 1,54 dollari per contribuente. Alcuni antimonarchici emettono informative dello stesso genere con un risultato finale molto più elevato.

## Residenze

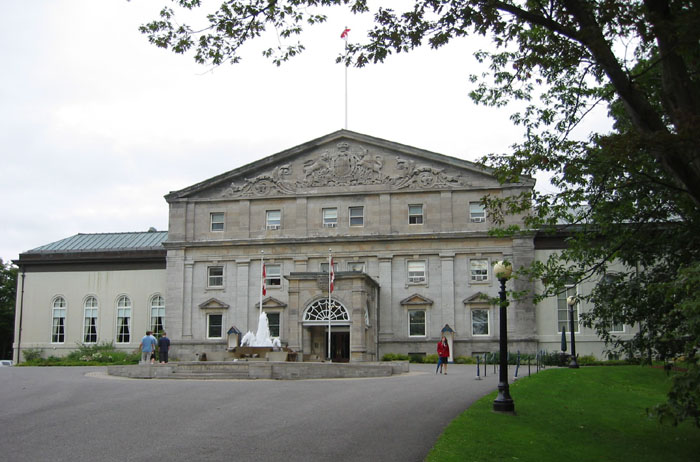
La facciata principale di Rideau Hall.

Numerosi edifici in tutto il Canada sono riservati dalla Corona per l'uso della monarca e dei suoi viceré. Ciascuna è chiamata «Casa del Governo» (Government House), ma possono essere conosciute tradizionalmente con nomi specifici. La residenza ufficiale del monarca canadese è Rideau Hall, situata al numero 1 del Corso Sussex, nella città di Ottawa, dal 1867. È anche la residenza di lavoro del governatore generale. Rideau Hall è il luogo dove si effettuano la maggioranza delle cerimonie di investitura, di presa di possesso, banchetti ed altri eventi ufficiali. È dove sono ricevuti i dignitari stranieri, che possono anche risiedere lì durante le visite di Stato. Esiste un'altra residenza ufficiale che è La Cittadella nella città di Québec che è anche la residenza di vacanza del governatore generale. Questo luogo, oltre ad ospitare la seconda residenza ufficiale del monarca canadese, è una base militare attiva. Sebbene le case del governo siano le residenze ufficiali della regina in Canada, esse sono occupate quasi esclusivamente dal rappresentante della sovrana in ciascuna delle giurisdizioni che hanno una o più case del governo. Due case del governo — Rideau Hall e la Cittadella di Québec —sono considerate come residenze federali del monarca canadese e del di lui o di lei rappresentante, il governatore generale. Ciascuna di queste sedi reali contiene pezzi della Collezione della Corona.
Anche le province della Columbia Britannica, del Saskatchewan, del Manitoba, della Nuova Scozia, del Nuovo Brunswick e dell'Isola del Principe Edoardo possiedono residenze ufficiali, e attualmente sono utilizzate dai rispettivi luogotenenti governatori.

## La Corona e le Forze Armate

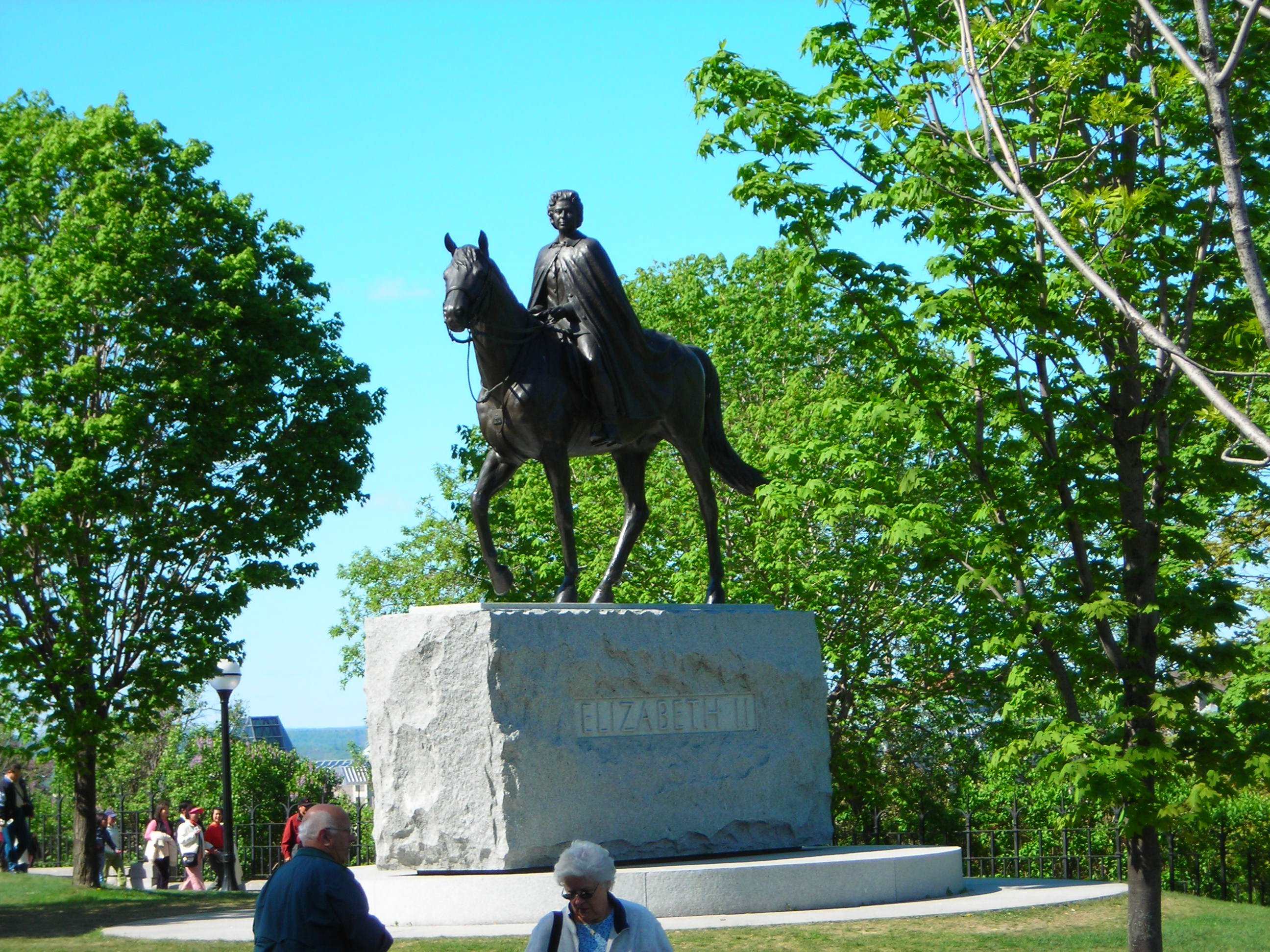
Statua di Sua Maestà Elisabetta II, Comandante in capo delle Forze Armate dal 1952 al 2022, sulla collina del Parlamento.

La Corona conserva un luogo predominante tra le Forze armate del Canada. Il Re occupa il posto di Comandante in capo delle Forze armate secondo l'articolo 15 della Legge costituzionale del 1867. Tuttavia, il governatore generale del Canada, in nome del sovrano, può esercitare questa funzione conformemente alla patente reale del 1947 del re Giorgio VI. Il sovrano occupa anche il posto di "Commissario onorario" della Reale polizia a cavallo canadese. Il simbolo indefettibile che il sovrano occupa una posizione e un ruolo importante in seno alle Forze Armate si riflette nel fatto che tutte le navi militari del Canada portano il prefisso «Nave canadese di Sua Maestà» o «His Majesty's Canadian Ship»(HMCS) e i membri delle Forze canadesi prestano giuramento al Re così come al suo successore. Vari membri della Famiglia Reale ostentano il titolo di «Colonnello in capo» di alcuni reggimenti canadesi. Così, molti di essi presenziano alle cerimonie militari, inclusa la rassegna delle truppe. Ogni volta che un membro della Famiglia Reale è di passaggio nella città di Ottawa, va a depositare una corona al monumento nazionale della guerra, dove si trova la Tomba del milite ignoto.
La regina Elisabetta II prendeva sempre parte attiva alle cerimonie di commemorazione degli ex combattenti; inaugurò particolarmente il Memoriale di Vimy nel 2007 e volle rendere omaggio ai sei canadesi morti alcuni giorni prima della cerimonia durante la missione di pace in Afganistan. Partecipa inoltre ogni anno al «Giorno della Memoria».
- Lista delle organizzazioni militari canadesi con patrocinio reale

### Fonti
1. 1 2   David E. Smith, The Crown and the Constitution: Sustaining Democracy? (PDF), Conference on the Crown, Ottawa, Queen's University, giugno 2010,  p. 6. URL consultato il 3 marzo 2016 (archiviato dall'url originale l'8 ottobre 2016).
2. 1 2   David E. Smith, The Invisible Crown, Toronto, University of Toronto Press, 1995,  pp. 87–90, ISBN 0-8020-7793-5.
3. 1 2   Government of Canada, Crown of Maples [collegamento interrotto], su canada.pch.gc.ca, Queen's Printer for Canada, 2015,  pp. 16-18. URL consultato il 3 marzo 2016.
4. 1 2   Department of Canadian Heritage, Canadian Heritage Portfolio, 2ª ed., Ottawa, Queen's Printer for Canada, febbraio 2009,  p. 3, ISBN 978-1-100-11529-0. URL consultato il 5 luglio 2009 (archiviato dall'url originale il 31 maggio 2020).
5. ↑  (FR) Claude Bouchard, Jugement No. 200-17-018455-139 (PDF), su ledevoir.com, Cour supérieure du Québec, 16 febbraio 2016,  p. 16. URL consultato il 17 febbraio 2016. Ospitato su Le Devoir.
6. 1 2   Scott Nicholas Romaniuk e Joshua K. Wasylciw, Canada's Evolving Crown: From a British Crown to a "Crown of Maples", in American, British and Canadian Studies Journal, vol. 23, n. 1, febbraio 2015, DOI:10.1515/abcsj-2014-0030.
7. ↑   Department of Canadian Heritage, Crown of Maples: Constitutional Monarchy in Canada, su canadiancrown.gc.ca, Her Majesty the Queen in Right of Canada, 2015,  p. 3. URL consultato il 16 febbraio 2016 (archiviato dall'url originale il 4 febbraio 2016).
8. ↑   Queen and Canada, su royal.gov.uk, The Royal Household. URL consultato il 16 febbraio 2016 (archiviato dall'url originale il 20 febbraio 2009).
9. ↑   The Queen of Canada, su canada.pch.gc.ca, Government of Canada. URL consultato il 16 febbraio 2016 (archiviato dall'url originale il 24 febbraio 2016).
10. ↑   Department of Canadian Heritage, Crown in Canada > Royal Family > His Royal Highness The Prince of Wales, su canadiancrown.gc.ca, Queen's Printer for Canada. URL consultato il 1º agosto 2013 (archiviato dall'url originale il 20 dicembre 2013).
11. ↑   Bruce Hicks, The Westminster Approach to Prorogation, Dissolution and Fixed Date Elections (PDF), in Canadian Parliamentary Review, vol. 35, n. 2, 2012,  p. 20.
12. ↑   Government of Canada, Why does the Governor General give the Speech?, su speech.gc.ca, Queen's Printer for Canada, 4 dicembre 2015. URL consultato il 17 dicembre 2015 (archiviato dall'url originale il 26 aprile 2018).
13. ↑   Aboriginal Affairs and Northern Development Canada, Commissioners of the Territories, su aadnc-aandc.gc.ca (archiviato dall'url originale il 13 ottobre 2011).
14. ↑   Michael D. Jackson, The Crown and Canadian Federalism, Dundurn Press, 2013,  p. 55, ISBN 978-1-4597-0989-8. URL consultato il 6 giugno 2014.
15. ↑   John Parsons, John Cabot, su thecanadianencyclopedia.com, Historica Canada, 1º luglio 2008. URL consultato il 20 gennaio 2014 (archiviato dall'url originale il 2 febbraio 2014).
16. 1 2  Stephen Harper citato in MacLeod 2008, p. vii.
17. ↑   Arthur Bousfield e Garry Toffoli, The Sovereigns of Canada, su crht.ca, Canadian Royal Heritage Trust. URL consultato il 5 marzo 2010 (archiviato dall'url originale il 16 agosto 2007).
18. ↑   Why Canada Needs the Monarchy, in The Canadian Encyclopedia, Historica Canada. URL consultato il 18 febbraio 2015.
19. ↑   Ceremonial and Canadian Symbols Promotion > The Canadian Monarchy, su pch.gc.ca, Queen's Printer for Canada. URL consultato il 14 maggio 2009 (archiviato dall'url originale il 25 agosto 2020).
20. 1 2 3   Jason Kenney, Speeches > The Honourable Jason Kenney, a cura di Department of Canadian Heritage, Ottawa, Queen's Printer for Canada, 23 aprile 2007. URL consultato l'8 febbraio 2018 (archiviato dall'url originale l'11 giugno 2011).
21. 1 2   Michael Valpy, The monarchy: Offshore, but built-in, Toronto, 13 novembre 2009. URL consultato il 14 novembre 2009 (archiviato dall'url originale il 1º giugno 2020).
22. ↑  MacLeod 2012, p. 6.
23. 1 2   Canada: A Constitutional Monarchy, su parl.gc.ca, Queen's Printer for Canada. URL consultato il 25 settembre 2009 (archiviato dall'url originale il 9 maggio 2011).
24. ↑  MacLeod 2012, p. 2.
25. ↑   Jacques Monet, The Canadian Encyclopedia, in James Harley Marsh (a cura di), Government > Parliamentary Institutions > Governor General, Toronto, Historica Foundation of Canada. URL consultato il 5 marzo 2010 (archiviato dall'url originale l'11 febbraio 2010).
26. ↑   The Queen and the Commonwealth > Queen and Canada > History and present government, su royal.gov.uk, Queen's Printer. URL consultato il 5 marzo 2010 (archiviato dall'url originale il 27 luglio 2020).
27. ↑   Andrew Coyne, Defending the royals, in Maclean's, Toronto, Roger's Communications, 13 novembre 2009, ISSN 0024-9262 (WC · ACNP). URL consultato il 18 febbraio 2010 (archiviato dall'url originale il 27 febbraio 2010).
28. ↑   Celebrating the Diamond Jubilee of Elizabeth II, Queen of Canada, 26 maggio 2012. URL consultato il 27 maggio 2012 (archiviato dall'url originale il 30 maggio 2012).
29. ↑  La data del primo stabilimento della monarchia in Canada varia: alcune fonti danno come anno il 1497, quando Giovanni Caboto sbarcò in un qualche punto lungo la costa nordamericana (molto probabilmente la Nuova Scozia o Terranova) rivendicando un'indefinita distesa di terra per re Enrico VII,[15][16][17] mentre altri lo pongono al 1534, quando la colonia del Canada fu fondata in nome del re Francesco I.[18][19][20][21][22][23] Sebbene la data esatta differisca, vi è accordo comune sul fatto che una forma di governo monarchica sia esistita dal XVI secolo.[24][25][26][27][28]
30. ↑   Albert Grey, Grey to Edward VII, in Ronald P. Doig (a cura di), Earl Grey's Papers: An Introductory Survey, 1ª ed., Londra, Private Libraries Association, 1º settembre 1905  [4 marzo 1905].
31. ↑   The way forward with Canada's maple Crown, in The Globe and Mail, Toronto, 14 novembre 2009. URL consultato il 14 novembre 2009.
32. ↑  Il termine fu coniato per la prima volta da governatore generale Lord Grey nel 1905, quando dichiarò in un telegramma al re Edoardo VII riguardante l'insediamento dell'Alberta e del Saskatchewan nella Confederazione: "[ciascuno] una nuova foglia nella Corona d'Acero di Vostra Maestà".[20][30][31]
33. ↑  MacLeod 2012, pp. 2–3, 39.
34. ↑   Jacques Monet, Crown and Country (PDF), in Canadian Monarchist News, estate 2007, n. 26, Toronto, Monarchist League of Canada, 2007. URL consultato il 15 giugno 2009 (archiviato dall'url originale il 25 giugno 2008).
35. ↑  [16][20][21][23][33][34]
36. ↑   Parlement du Canada, Les Canadiens et leur système de gouvernement, su parl.gc.ca, febbraio 2013. URL consultato il 20 gennaio 2018.
37. ↑   Helen Forsey, As David Johnson Enters Rideau Hall ..., in The Monitor, Ottawa, Canadian Centre for Policy Alternatives, 1º ottobre 2010. URL consultato il 23 gennaio 2011.
38. ↑   Privy Council Office, Accountable Government: A Guide for Ministers and Ministers of State—2008, Ottawa, Queen's Printer for Canada, 2008,  p. 45, ISBN 978-1-100-11096-7. URL consultato il 17 maggio 2009 (archiviato dall'url originale il 18 marzo 2010).
39. ↑  Elizabeth II 2005, 17.
40. 1 2  MacLeod 2012, p. 18.
41. 1 2   Humphrey Hume Wrong, Telegram 219, in Department of Foreign Affairs and International Trade Canada (a cura di), Relations With the United States, Documents on Canadian External Relations, 18 – 867, Ottawa, 10 novembre 1952, ISBN 0-87609-352-7. URL consultato il 18 maggio 2009.
42. ↑   Victoria, Constitution Act, 1867, III.15, Westminster, Queen's Printer, 29 marzo 1867. URL consultato il 15 gennaio 2009.
43. ↑   Robert Marleau e Camille Montpetit, House of Commons Procedure and Practice > 1. Parliamentary Institutions, su www2.parl.gc.ca, Queen's Printer for Canada. URL consultato il 28 settembre 2009 (archiviato dall'url originale il 28 agosto 2011).
44. 1 2 3  MacLeod 2012, p. 17.
45. ↑  Elizabeth II 2005, 35.1.
46. ↑   Peter Boyce, The Crown and its Legacy in Australia, Canada and New Zealand, Sydney, Federation Press, 2008,  p. 29, ISBN 978-1-86287-700-9.
47. 1 2   Office of the Governor General of Canada, Media > Fact Sheets > The Swearing-In of a New Ministry, su gg.ca, Queen's Printer for Canada. URL consultato il 18 maggio 2009 (archiviato dall'url originale il 16 giugno 2008).
48. ↑   Robert Marleau e Camille Montpetit, House of Commons Procedure and Practice, Ottawa, Queen's Printer for Canada, 2000, ISBN 2-89461-378-4, 1. Parliamentary Institutions > Institutional Framework > The Crown (archiviato dall'url originale il 17 ottobre 2015).
49. ↑   The Royal Household, The Queen and the Commonwealth > Queen and Canada, su royal.gov.uk, Queen's Printer. URL consultato il 14 maggio 2009.
50. ↑   Patrick Brode, War power and the Royal Prerogative, in Law Times, 1º marzo 2006. URL consultato il 22 ottobre 2012 (archiviato dall'url originale il 22 novembre 2012).
51. ↑   Office of the Governor General of Canada, The Governor General – the evolution of Canada's oldest public institution, su archive.gg.ca, Queen's Printer for Canada. URL consultato il 16 gennaio 2011.
52. ↑   Martin Government Removes Queen From Diplomatic Documents (PDF), in Canadian Monarchist News, primavera 2005, n. 23, Toronto, Monarchist League of Canada, 2005,  p. 2. URL consultato il 17 marzo 2007 (archiviato dall'url originale il 25 giugno 2008).
53. ↑   Elizabeth II, Canadian Passport Order (PDF), 4.4, Ottawa, Queen's Printer for Canada, 28 giugno 2006. URL consultato il 19 maggio 2009 (archiviato dall'url originale il 26 marzo 2009).
54. ↑  Commission canadienne des droits de la personne :: Aperçu :: Programme de recherche :: Projets de recherche complétés
55. ↑   Commission royale sur les peuples autochtones - Index - Affaires indiennes et du Nord Canada, su ainc-inac.gc.ca. URL consultato il 31 gennaio 2018 (archiviato dall'url originale il 13 novembre 2007).
56. ↑  Victoria 1867, VI.91.
57. ↑  Victoria 1867, IV.17.
58. ↑   Library of Parliament, Parliament > Officers and Officials of Parliament > Procedural Officers and Senior Officials > Senate, su www2.parl.gc.ca, Queen's Printer for Canada. URL consultato il 19 maggio 2009 (archiviato dall'url originale il 1º dicembre 2008).
59. ↑   Foire aux questions sur le Parlement - Qu'est-ce que la sanction royale?, su parl.gc.ca (archiviato dall'url originale il 9 aprile 2008).
60. ↑  Processus législatif — article général — Compendium de procédure — Chambre des communes. Canada
61. ↑   Ley C-43, su www2.parl.gc.ca. URL consultato il 31 gennaio 2018 (archiviato dall'url originale il 15 giugno 2009).
62. ↑  Gazette du Canada
63. 1 2   Senate, Parliamentary Debates (Hansards), su parl.gc.ca, 17 febbraio 2000,  col. 1500–1510 (archiviato dall'url originale il 4 settembre 2007).
64. ↑   Gary Dimmock, The quality of mercy, in Ottawa Citizen, 27 febbraio 2008. URL consultato il 4 agosto 2008 (archiviato dall'url originale il 4 maggio 2008).
65. ↑   Molly Dunsmuir, Euthanasia and Assisted Suicide (PDF) (documento), Queen's Printer for Canada, 22 novembre 2004. URL consultato il 20 maggio 2009.
66. ↑   James Mallory, The Pattern of the Constitution, in Peter H. Russell e Christian Leuprecht (a cura di), Essential Readings in Canadian Constitutional Politics, University of Toronto Press, 2011,  p. 16.
67. ↑   LES FAITS: Prérogative royale de clémence, su npb-cnlc.gc.ca. URL consultato il 31 gennaio 2018 (archiviato dall'url originale il 16 gennaio 2008).
68. ↑  Memorandum of Understanding for Cooperation on Addresing Climate Change
69. ↑  Tidridge 2011, p. 16.
70. ↑  MacKinnon 1976, p. 69.
71. ↑   Citizenship and Immigration Canada, Discover Canada (PDF), Ottawa, Queen's Printer for Canada, 2009,  p. 29, ISBN 978-1-100-12739-2. URL consultato il 3 dicembre 2009.
72. ↑   Christopher McCreery, The Crown and Honours: Getting it Right (PDF), Kingston, Queen's University Press, 10 giugno 2010,  p. 1. URL consultato l'11 agosto 2010 (archiviato dall'url originale il 26 agosto 2010).
73. ↑   Royal Canadian Mounted Police, Honours and Recognition Programs > Canadian National Honours, su rcmp-grc.gc.ca, Queen's Printer for Canada. URL consultato il 20 maggio 2009 (archiviato dall'url originale il 23 marzo 2009).
74. ↑  Department of Canadian Heritage 2010, p. 2.
75. ↑  Fête de la Reine
76. ↑   A 81 ans, la Reine Elizabeth II crée sa chaîne sur YouTube par CNETFrance.fr, su cnetfrance.fr. URL consultato il 3 maggio 2019 (archiviato dall'url originale il 6 marzo 2016).
77. ↑  Buckingham Palace press releases > Guidelines and procedures relating to gifts
78. ↑  Royal Titles.
79. ↑  2001 Royal Visit
80. ↑   Major General The Earl of Athlone, su gg.ca. URL consultato il 31 gennaio 2018 (archiviato dall'url originale il 19 aprile 2009).
81. ↑  Speeches and articles > The Queen addresses the Legislative Assembly of Nunavut, Canada
82. ↑  http://www.canoe.ca/NewsStand/WinnipegSun/News/2005/04/11/991413-sun.html «British Royal Family»
83. ↑   Service commémoratif pour Sa Majesté la reine Elizabeth la reine mère, C.C. (comunicato), su pch.gc.ca, Patrimoine canadien, 8 aprile 2002. URL consultato il 31 gennaio 2018 (archiviato dall'url originale il 1º settembre 2014).
84. ↑   Peter C. Noonan, The Crown and Constitutional Law in Canada, Calgary, Sripnoon Publication, 1998.
85. ↑   Government of Canada, Membres de la Famille royale, su couronnecanadienne.gc.ca, Queen's Printer for Canada. URL consultato il 1º dicembre 2014 (archiviato dall'url originale il 2 gennaio 2016).
86. ↑   Government of Canada, Frequently Asked Questions, su 2010 Royal Tour. URL consultato il 15 giugno 2010 (archiviato dall'url originale il 21 giugno 2010).
87. 1 2   Sean Palmer e John Aimers, The Cost of Canada's Constitutional Monarchy: $1.10 per Canadian, 2ª ed., Toronto, Monarchist League of Canada, 2002. URL consultato il 15 maggio 2009 (archiviato dall'url originale il 19 giugno 2008).
88. ↑   Gavin MaGill Guthrie e John Aimers, $1.54 per Canadian - The Cost of Canada’s Constitutional Monarchy (PDF), Oakville, Monarchist League of Canada, 2006. URL consultato il 15 maggio 2009 (archiviato dall'url originale il 6 agosto 2010).
89. ↑   Immagine dell'ubicazione di Rideau Hall, su Google Maps. URL consultato il 14 gennaio 2018.
90. ↑  MacLeod 2012, p. XVII.
91. ↑  MacLeod 2012, p. 34.
92. ↑  Galbraith 1989, p. 9.
93. ↑  Bousfield 2002, pp. 10, 190.
94. ↑   Harold A. Skaarup, Shelldrake: Canadian Artillery Museums and Gun Monuments, Bloomington, iUniverse, 2012. URL consultato l'8 dicembre 2015.
95. ↑   Nathan Tidridge, The Queen at the Council Fire: The Treaty of Niagara, Reconciliation, and the Dignified Crown in Canada, Toronto, Dundurn Press, 2015, ISBN 978-1-4597-3068-7. URL consultato l'8 dicembre 2015.
96. ↑   Arthur Bousfield e Gary Toffoli, Royal Tours 1786–2010: Home to Canada, Toronto, Dundurn Press, 2010,  p. 168, ISBN 978-1-4597-1165-5. URL consultato l'8 dicembre 2015.
97. ↑   John Aimers, The Palace on the Rideau, in Monarchy Canada, primavera 1996, Toronto, Monarchist League of Canada, aprile 1996. URL consultato il 20 febbraio 2009 (archiviato dall'url originale il 6 giugno 2008).
98. ↑  Tidridge 2011, pp. 92, 259.
99. ↑   Gustave Lanctot, Royal Tour of King George VI and Queen Elizabeth in Canada and the United States of America 1939, Toronto, E. P. Taylor Foundation, 1964, ASIN B0006EB752.
100. ↑   John Buchan, Complete Works of John Buchan (Illustrated), Essex, Delphi Classics, 2009, ISBN 978-1-909496-58-3.
101. ↑   Gary Toffoli, The Hnatyshyn Years, in Monarchy Canada, primavera 1995, Toronto, Monarchist League of Canada, aprile 1995. URL consultato il 20 febbraio 2009 (archiviato dall'url originale il 12 ottobre 2006).
102. ↑   Rideau Hall, su gg.ca, Queen's Printer for Canada. URL consultato il 25 maggio 2009 (archiviato dall'url originale il 20 dicembre 2007).
103. ↑   Office of the Governor General of Canada, Media > Fact Sheets > Collection of Art and Furniture at Rideau Hall > The Crown Collection at Rideau Hall, su gg.ca, Queen's Printer for Canada. URL consultato il 27 maggio 2009 (archiviato dall'url originale il 9 ottobre 2008).
104. ↑   Victoria, Constitution Act, 1867, III.15, Westminster, Queen's Printer, 29 marzo 1867. URL consultato il 1º giugno 2013 (archiviato dall'url originale il 28 maggio 2013).
105. ↑   Arguments pour la Couronne, su monarchist.ca, 25 giugno 2003. URL consultato il 14 gennaio 2018 (archiviato dall'url originale l'11 giugno 2008).
106. ↑   Canadian Navy, Canada's Navy: HMCS OTTAWA - About the Ship, su navy.forces.gc.ca, 1º aprile 2008. URL consultato il 14 gennaio 2018 (archiviato dall'url originale il 9 aprile 2008).
107. ↑   La Couronne au Canada-1 (PDF), su pch.gc.ca. URL consultato il 14 gennaio 2018 (archiviato dall'url originale il 25 giugno 2004).
108. ↑   Armée canadienne - Nouvelles, su army.forces.gc.ca. URL consultato il 14 gennaio 2018 (archiviato dall'url originale il 9 aprile 2008).
109. ↑   Elisabeth II a inauguré le mémorial canadien de Vimy, in L'Obs, 9 aprile 2007. URL consultato il 14 gennaio 2018 (archiviato dall'url originale il 10 aprile 2008).